# جوزفینا لینر

لاینر در یک عکس تبلیغاتی

جوزفینا لینر (انگلیسی: Josefina Leiner; ۱۹ مارس ۱۹۲۸ – ۹ فوریهٔ ۲۰۱۷) بازیگر سینما و بازیگر تلویزیون بود.